# Anemia ferruginea
Anemia ferruginea là một loài dương xỉ trong họ Anemiaceae. Loài này được Kunth mô tả khoa học đầu tiên năm 1815.